# São Vicente do Paul
São Vicente do Paul is een plaats (freguesia) in de Portugese gemeente Santarém en telt 2085 inwoners (2001).